# Cycloramphus valae
Cycloramphus valae är en groddjursart som beskrevs av Heyer 1983. Cycloramphus valae ingår i släktet Cycloramphus och familjen Cycloramphidae. IUCN kategoriserar arten globalt som otillräckligt studerad. Inga underarter finns listade i Catalogue of Life.